# Schistosoma intercalatum
Schistosoma intercalatum es un gusano plano platelminto parásito encontrado en partes de África occidental y central. Hay dos cepas: la cepa de Guinea inferior y la cepa Zaire. S. intercalatum es uno de los principales agentes de la forma rectal de la esquistosomiasis, también llamada bilharzia. Es un trematodo, del género Schistosoma. Se lo conoce comúnmente como "trematodo de la sangre", ya que el adulto reside en los vasos sanguíneos.
El ser humano es el huésped definitivo y dos especies de caracol de agua dulce constituyen los huéspedes intermedios, Bulinus forskalii para la cepa de Guinea inferior y Bulinus africanus para la cepa de Zaire. 

## Morfología
La característica clínicamente definitoria de la mayoría de las especies de esquistosoma es el tamaño y la forma de sus huevos. Los huevos de Schistosoma intercalatum tienen una espina terminal y tienden a ser moderadamente más grandes que los de S. haematobium (aproximadamente 130 × 75 μm). El origen del nombre 'intercalatum' proviene de la observación de que sus huevos son de un rango intermedio entre S. haematobium más pequeño y S. bovis más grande. [2] Estos huevos son únicos porque se tiñen de rojo cuando se los expone a la técnica de Ziehl-Neelsen, lo que ayuda a la identificación. [3] Cuando se observa utilizando microscopía electrónica de barrido, se puede observar que la superficie de S. intercalatum tiene una cantidad mucho menor de elevaciones tegumentarias, o protuberancias, que S. mansoni. Esta característica es consistente con la apariencia del tegumento de otros esquistosomas con espinas terminales.

## Ciclo vital
El ciclo de vida de Schistosoma intercalatum es muy similar al de S. haematobium, a excepción de algunas diferencias clave. Para comenzar el ciclo de vida, el huésped humano libera huevos con sus heces. En el agua, los huevos eclosionan para convertirse en miracidios, que penetran en el huésped intermedio de caracol de agua dulce. [5] S. intercalatum tiene dos cepas principales, cada una con su propio huésped bulinid preferido. La cepa Zaire usa Bulinus africanus, mientras que la cepa Lower Guinea usa el extremadamente común B. forskalii como su huésped intermedio. [6] Los miracidios penetran en el tejido del caracol, y en el interior se convierten en esporoquistes y se multiplican. Los esporoquistes luego maduran en cercarias dentro del caracol huésped y están listos para partir. Las cercarias nadan libremente en las aguas circundantes hasta que encuentran su huésped definitivo: un ser humano. Si hay un pequeño cambio de temperatura, las cercarias de S. intercalatum formarán agregados concentrados cerca de la superficie del agua. Este mecanismo para la detección de calor corporal de un huésped potencial restringe la formación de cercarias viables a pequeñas corrientes y cuerpos de agua de movimiento lento debido a su alta sensibilidad. [1]